# Ardennite

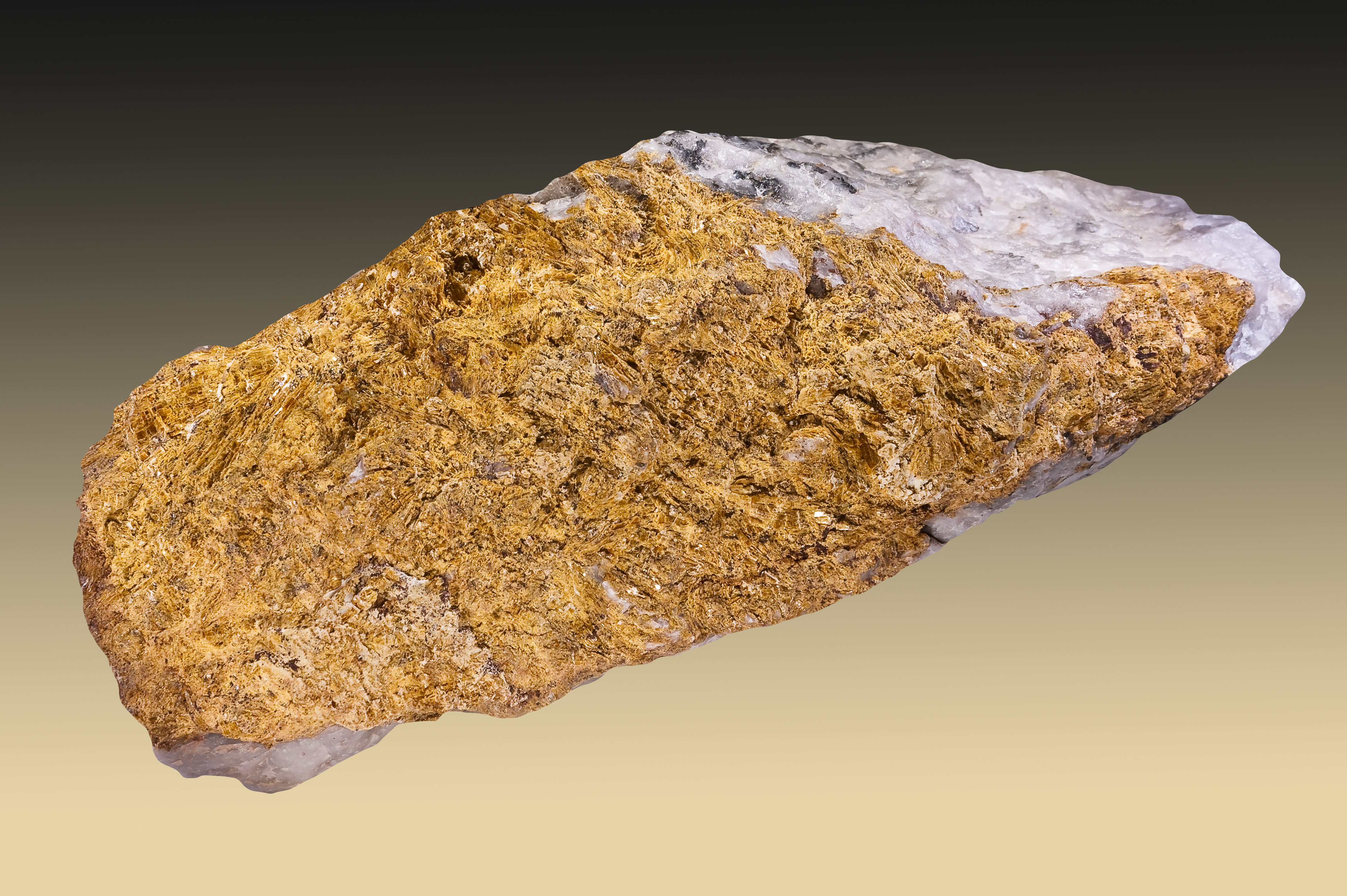
Ardennite

L’ardennite est un nom générique qui englobe deux espèces minérales : l'ardennite-(As) et l'ardennite-(V).
La première étant de loin la plus fréquente, par commodité, le terme ardennite désigne souvent l’ardennite-(As).

## Inventeur et étymologie
L'ardennite fut décrite initialement en 1872 par Lasaulx et Bettendorf et quelques mois après par Felix Pisani à Paris qui la nomma Dewalquite. C'est la description de Lasaulx qui a l'antériorité ; elle fut nommée ainsi d'après sa localité-type, Salmchâteau, village de l'Ardenne en Belgique, puis, lorsque la variété ardennite-(V) fut découverte, elle fut renommée ardennite-(As).